# Gemeentemuseum (Sint-Lambrechts-Woluwe)

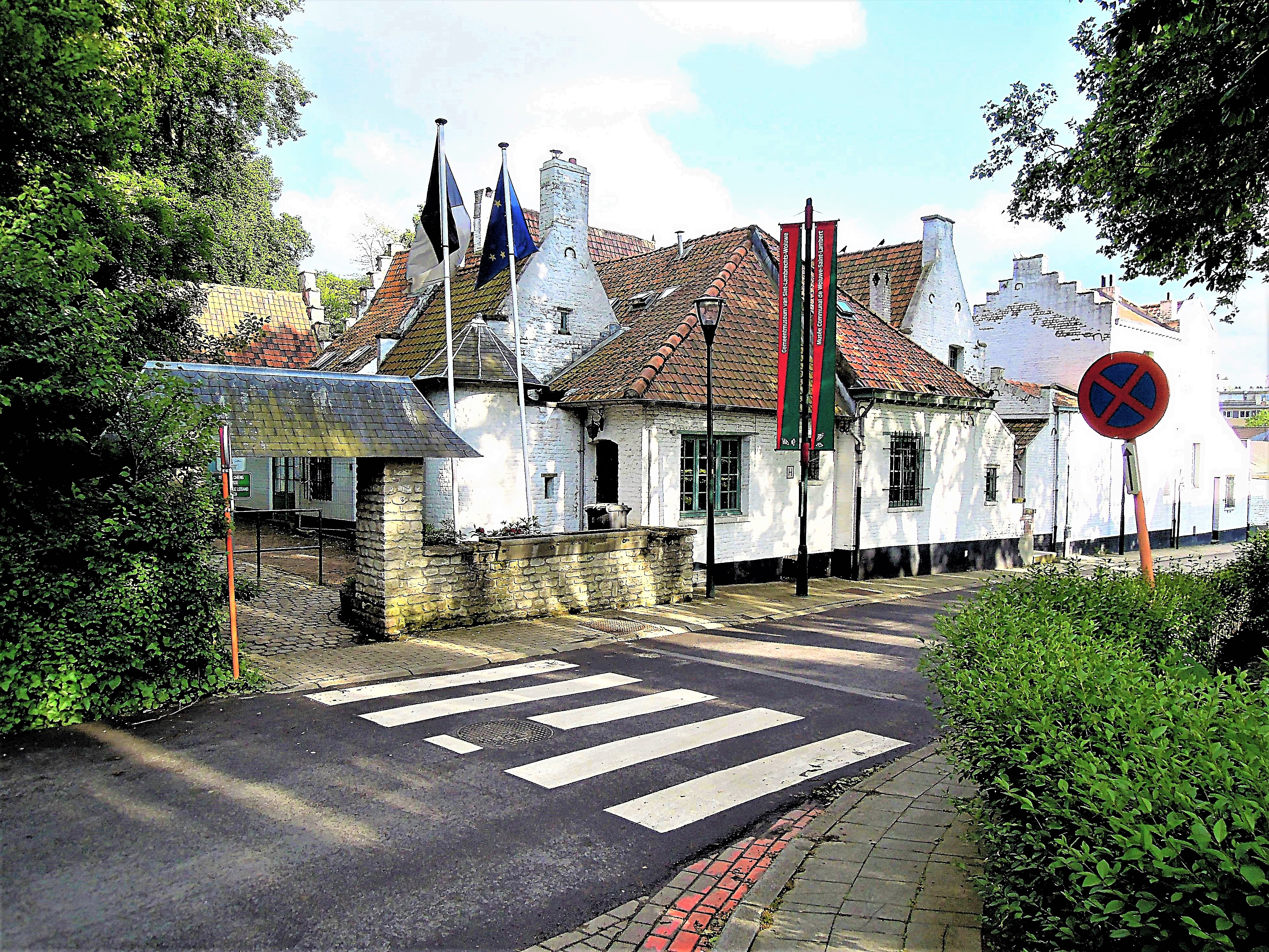

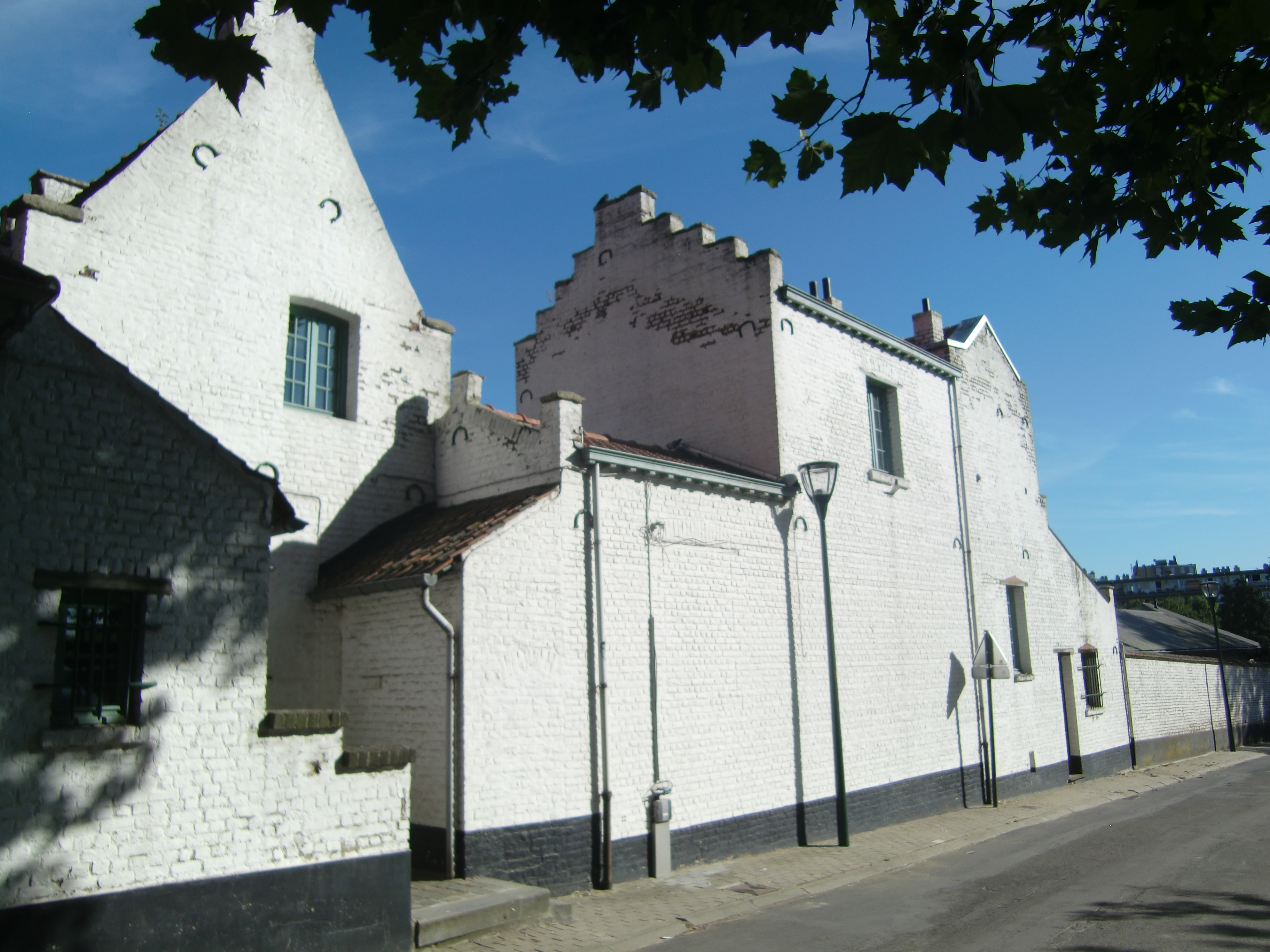

Het Gemeentemuseum (Frans: Musée communal de Woluwe-Saint-Lambert), ook bekend als het Devos Huis, is een museum in de Belgische gemeente Sint-Lambrechts-Woluwe in het Brussels Hoofdstedelijk Gewest. Het museum ligt aan de westelijke rand van het Roodebeekpark aan de Karrestraat 38 - 40.
In het museum wordt aandacht besteed aan de geschiedenis van Sint-Lambrechts-Woluwe.

## Geschiedenis
Aan het eind van de 19e eeuw werd aan de rand van het park een rurale Brabantse woning gebouwd.
Na de Tweede Wereldoorlog voegde men het huis toe aan het domein van de woning van Constant Montald en werd het aangekocht door de gemeente.
In 1950 werd in het voormalig huis van rentenier Emile Devos gevestigd.